# Mörttjärnen (Hamrånge socken, Gästrikland, 676797-156080)
Mörttjärnen är en sjö i Gävle kommun i Gästrikland och ingår i Skärjåns huvudavrinningsområde.